# Salinas del Marqués
Salinas del Marqués es una comunidad con categoría de agencia municipal perteneciente a Salina Cruz y al Distrito de Tehuantepec, en el Estado de Oaxaca. Siendo la segunda localidad más poblada del municipio, solo por detrás de la cabecera municipal.

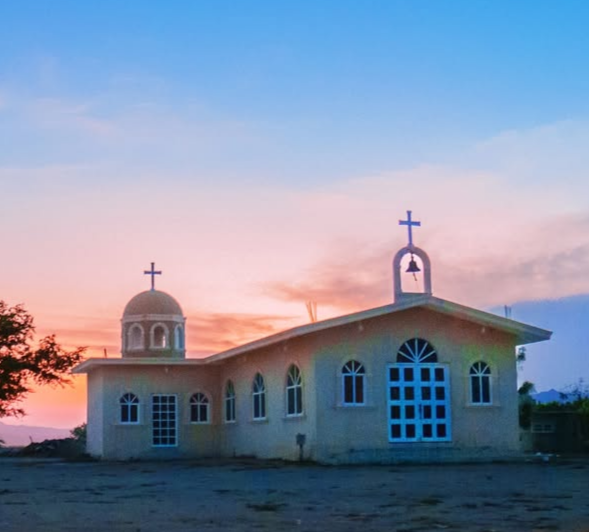
Iglesia de Salinas del Marqués, Salina Cruz

## Historia
No sé cuentan con datos exactos de su fundación o establecimiento, los primeros asentamientos de esta localidad rondan finales del siglo XIX, los cuales fueron de pescadores provenientes de Tehuantepec, que principalmente se dedicaban está actividad, más adelante con el impulso de la revolución industrial en México, y con la llegada de Porfirio Díaz a la presidencia, la implementación del ferrocarril, comenzó la explotación de la Sal, la cual es actualmente una de las principales actividades de la localidad.
Una vez establecido el proyecto portuario en la zona, los habitantes comenzaron a emigrar en lo que hoy es Salina Cruz. Sin embargo la comunidad siguió progresando, conservando su núcleo poblacional.
Una vez Salina Cruz herigido cómo municipio libre, Salinas del Marqués, quedó dentro de sus límites territoriales, desligándose de Tehuantepec.

## Ubicación
La localidad se encuentra a 3.2 km al sureste de la cabecera municipal sobre una brecha de carretera, a orillas del Golfo de Tehuantepec, en el pacífico mexicano. Se ubican en las coordenadas geográficas: 16°9′47″N 95°13′3″O / 16.16306, -95.21750.